# TMF Hakkeeh
TMF Hakkeeh was een televisieprogramma op de Nederlandse zender TMF. Het programma, dat midden jaren 90 elke week werd uitgezonden, bevatte een compilatie van de meest recente en populaire hardcore muziek. Ook waren er (live) registraties van hardcore feesten. Charly Lownoise & Mental Theo waren onder meer vaak in het programma te zien. Het werd gepresenteerd door Piet van Dolen (Gabber Piet) en Sietse van Daalen (Da Mouth of Madness).